# Tobias Volckmer senior

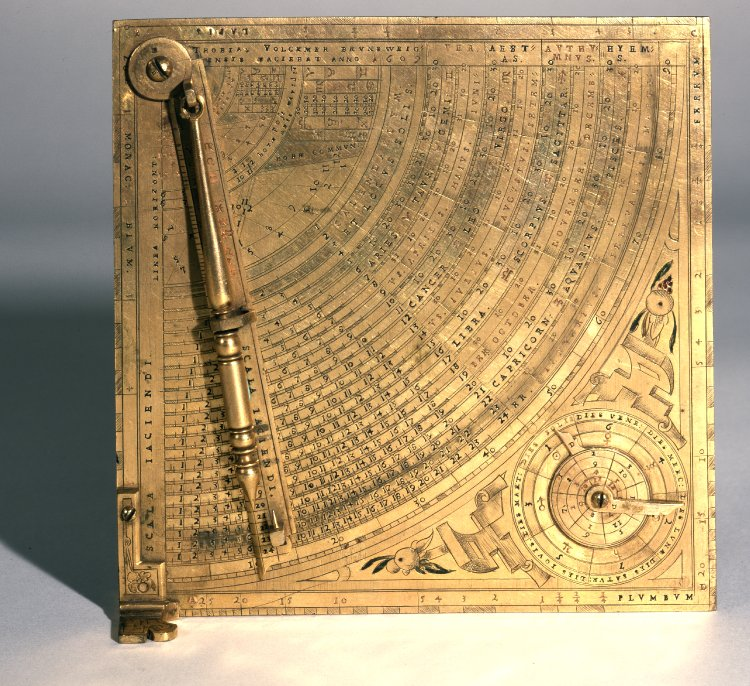
Quadrant von Tobias Volckmer aus dem Jahr 1609

Tobias Volckmer, auch Volkmer und Volkhamer (* zwischen 1550 und 1560 in Braunschweig; † 1629 vermutlich in München), war ein deutscher Mathematiker, Goldschmied, Kupferstecher und Geodät, der zunächst in Salzburg und mehr als drei Jahrzehnte in München am herzoglichen Hof tätig war.

## Leben
Tobias Volckmer stammte aus Braunschweig, wo er um 1550 geboren wurde. Über seine Eltern, die Jugendjahre und seine Ausbildung zum Mathematiker und Goldschmied ist nichts bekannt. Volckmer wurde 1586 als Goldschmied Bürger der Stadt Salzburg. Dort wurde im selben Jahr sein Sohn Tobias geboren. Da einerseits das erste Salzburger Taufbuch erst 1586 begonnen wurde, andererseits sicher ist, dass Volckmer im Jänner 1591 bereits drei Kinder hatte, ist man durchaus berechtigt, die Taufe des anderen Sohnes, Johann Melchior, vor dem 1. Jänner 1586 anzusetzen und als Taufpaten den hochgebildeten Arzt Johann Melchior Mühlhauser anzunehmen. In Salzburg entstanden einige seiner kunstvoll ausgeführten präzisen mathematischen und astronomischen Geräte wie Astrolabien, Markscheidegeräte, Kompasse, Proportionszirkel und vor allem sein großes astronomisches Besteck für Kaiser Ferdinand III.

Acht Jahre später wechselte Volckmer am 12. Juli 1594 für ein Jahresgehalt von 200 Gulden an den Hof des Herzogs Wilhelm V. von Bayern nach München. Der Grund für die Übersiedlung ist in zwei Begleitschreiben bezüglich der Übersendung eines Messgerätes vom 30. Jänner beziehungsweise 7. Februar 1591 an den Kurfürst Christian I. von Sachsen festgehalten: 

„[…] so habe ich nun keine andere Ursache von meinem gnedigsten Herren dem Erzbischofs zu Salzburg zu ziehen, allein daß ich mich vonwegen der Religion künftiger Zeit besorgen muß. […]“

Neben seiner beruflichen Tätigkeit gab er seinem Sohn Tobias, der eine Ausbildung zum Goldschmied absolvierte, Unterricht in Geometrie und Vermessung. Gemeinsam waren Vater und Sohn Volckmer später an der Absteckung und Aufmessung des Geländes für den heutigen Münchner Hofgarten und im Jahr 1616 an vermessungstechnischen Vorbereitungsarbeiten für die geplante Soleleitung von Reichenhall nach Traunstein beteiligt. Nach seinem Tod trat sein Sohn Tobias seine Nachfolge am herzoglichen Hof an.

## Werke
Eine von Volckmer 1619 angefertigte Handzeichnung der Salzhandelswege nach Böhmen, unter anderem der Goldene Steig, befindet sich in der Plansammlung des Bayerischen Hauptstaatsarchivs in München.
Die wenigen erhaltenen von Tobias Volckmer dem Älteren gefertigten Feininstrumente sind heute im Besitz von Museen. Ein 1591 entstandenes Astrolabium aus Messing und Kupfer mit einem Durchmesser von 51 Zentimetern wird im Museum für Kunst und Gewerbe in Hamburg gezeigt, ein Quadrant aus dem Jahr 1608 im Wissenschaftsmuseum Museo Galileo in Florenz.